# Area 51 (libro)
Secondo il libro Area 51 scritto dall'americana Annie Jacobsen, al termine della Seconda guerra mondiale i sovietici s'impadronirono di un Horten Ho 229, un cacciabombardiere della Luftwaffe in grado di volare, con una sola ala, ad una velocità di 1000 km/h.
Stalin decise di usarlo allo scopo di seminare panico negli Stati Uniti d'America, ingaggiando l'ex dottore nazista Joseph Mengele (soprannominato l'Angelo della morte, poiché negli anni '40, lavorando al campo di concentramento di Auschwitz effettuò esperimenti umani sui prigionieri). Il dott. Mengele infatti, attraverso nuovi test di eugenetica, creò mostruosi esseri umani con statura da bambino e occhi grandi.
Tali esseri umani, imbarcati sull'Horten Ho 229, volarono nei cieli americani schiantandosi a Roswell, per via di una tempesta.
Secondo il libro, per ordire il complotto Stalin si ispirò al programma radiofonico di Orson Welles La guerra dei mondi, trasmesso il 30 ottobre 1938 dalla CBS, il quale seminò panico negli U.S.A. dando la falsa notizia di un'improvvisa invasione aliena.